# Nakajima Ki-49
Chiếc Nakajima Ki-49 hay Donryu (tiếng Nhật: 呑龍 (thôn long) nghĩa là rồng nuốt mồi) là một kiểu máy bay ném bom hạng trung Nhật Bản sử dụng trong Thế Chiến II. Nó là kiểu máy bay hai động cơ, cánh đơn gắn giữa, cấu trúc toàn kim loại với bánh đáp đuôi thu vào được. Trong Thế Chiến II phe Đồng Minh đặt tên mã cho nó là "Helen".

## Thiết kế và phát triển
Ki-49 được thiết kế để thay thế cho kiểu Mitsubishi Ki-21, vốn đã được Không lực Lục quân Đế quốc Nhật Bản đưa vào hoạt động từ năm 1938. Học hỏi từ những hoạt động thử nghiệm của chiếc Ki-21, Lục quân nhận thức rằng cho dù có tiến bộ bao nhiêu vào thời đó, chiếc máy bay ném bom Mitsubishi của họ cũng không thể hoạt động mà không có máy bay tiêm kích theo hộ tống. Kết quả là Lục quân Nhật Bản đã đặt điều kiện rằng chiếc máy bay thay thế nó phải có tốc độ nhanh và vũ khí tự vệ cho phép nó hoạt động độc lập.
Chiếc nguyên mẫu bay lần đầu tiên vào tháng 8 năm 1939 và chương trình phát triển được tiếp tục qua ba chiếc nguyên mẫu và bảy chiếc máy bay tiền sản xuất. Chiếc nguyên mẫu đầu tiên trang bị một cặp động cơ Nakajima Ha-5 KA-I bố trí hình tròn công suất 950 mã lực (708 kW), nhưng hai chiếc sau gắn động cơ Nakajima Ha-41 1.250 mã lực (932 kW) dự định sẽ sản xuất hàng loạt. Bảy chiếc thử nghiệm khác được tiếp tục sản xuất, và nó kết thúc quá trình thử nghiệm kiểu máy bay này.
Đến tháng 3 năm 1941, chiếc Donryu được sản xuất hàng loạt dưới tên gọi Máy bay Ném bom Hạng nặng Lục quân loại 100 Kiểu 1.

## Lịch sử hoạt động
Đưa vào hoạt động từ giữa năm 1941, chiếc Ki-49 tham chiến đầu tiên tại Trung Hoa. Sau khi Chiến tranh tại Thái Bình Dương nổ ra, nó hoạt động tại khu vực New Guinea và không kích vào Australia. Giống như chiếc nguyên mẫu, những phiên bản ban đầu được tranh bị năm súng máy 7,7 mm (0,303 in) và một pháo 20 mm. Kinh nghiệm chiến đấu tại Trung Hoa và New Guinea cho thấy chiếc Donryu có động cơ không đủ mạnh ảnh hưởng đến tải trọng bom và tốc độ. Do đó, đến đầu năm 1942 một phiên bản nâng cấp động cơ được chế tạo, gắn động cơ Ha-109 mạnh hơn, và nó được đặt tên Máy bay Ném bom hạng nặng Lục quân Loại 100 Kiểu 2 hoặc Ki-49-IIa. Kiểu 2 cũng có vỏ giáp được cải tiến và thùng nhiên liệu tự hàn kín và được tiếp theo sau bởi kiểu Ki-49-IIb trong đó súng máy 12,7 mm (0,5 in) được sử dụng thay cho kiểu 7,7 mm (0,303 in).
Tuy vậy, cho dù có tất cả các cải tiến đó, lượng máy bay tổn thất tiếp tục gia tăng vì số lượng và chất lượng của những máy bay tiêm kích đối địch ngày càng được tăng cường. Một cố gắng ngăn chặn thất bại vào đầu năm 1943 bằng cách nâng cấp thêm động cơ, nhưng không thể thực hiện được vì những khó khăn trong việc phát triển kiểu động cơ Nakajima Ha-117 2.420 mã lực (1.805 kW) và kiểu Ki-49-III không thể đưa vào sản xuất và chỉ có sáu chiếc nguyên mẫu được chế tạo.
Vì tính chất dễ bị thương tổn ngày càng tăng do đối địch khi thực hiện các nhiệm vụ được thiết kế, Ki-49 được sử dụng trong các vai trò khác tại Thái Bình Dương cho đến khi chấm dứt chiến tranh, bao gồm tuần tra chiến tranh chống tàu ngầm, vận tải, và cuối cùng là các phi vụ cảm tử kamikaze. Có 819 máy bay được hoàn tất, và việc sản xuất kết thúc vào tháng 12 năm 1944.

## Các phiên bản
- Ki-49-I
- Ki-49-II - Hai chiếc nguyên mẫu gắn hai động cơ Nakajima Ha-109 bố trí hình tròn.
- Ki-49-IIa
- Ki-49-IIb
- Ki-49-III - Sáu chiếc nguyên mẫu gắn hai động cơ Nakajima Ha-117 2.420 mã lực (1.805 kW).
- Ki-58 - Máy bay tiêm kích hộ tống với hai động cơ Ha-109, 5 x pháo 20 mm, 3 x súng máy 12,7 mm (0,5 in). Ba chiếc nguyên mẫu được chế tạo
- Ki-80 - máy bay chuyên dùng dò đường - Hai chiếc nguyên mẫu được dùng làm khung thử nghiệm động cơ

## Các nước sử dụng
Nhật Bản
- Không lực Lục quân Đế quốc Nhật Bản

## Đặc điểm kỹ thuật (Ki-49-IIa)
Tham khảo:

### Đặc tính chung
- Đội bay: 08 người
- Chiều dài: 16,5 m (54 ft 1 in)
- Sải cánh: 20,42 m (67 ft 0 in)
- Chiều cao: 4,25 m (13 ft 11 in)
- Diện tích bề mặt cánh: 69,05 m² (743,27 ft²)
- Trọng lượng không tải: 6.530 kg (14.396 lb)
- Trọng lượng cất cánh tối đa: 11.400 kg (25.133 lb)
- Động cơ: 2 x động cơ Nakajima Ha-109 14-xy lanh bố trí hình tròn, công suất 1.500 mã lực (1.119 kW) mỗi động cơ

### Đặc tính bay
- Tốc độ lớn nhất: 492 km/h (306 mph)
- Tốc độ bay đường trường: 350 km/h (217 mph)
- Tầm bay tối đa: 2.950 km (1.833 mi)
- Trần bay: 9.300 m (30.510 ft)

### Vũ khí
- 1 x pháo 20 mm
- 5 x súng máy 7,7 mm (0,303 in)
- 1000 kg (2.204 lb) bom

## Nội dung liên quan

### Máy bay tương tự
- Junkers Ju 88
- Martin B-26 Marauder
- North American B-25 Mitchell

### Trình tự thiết kế
Ki-44 - Ki-45 - Ki-46 - Ki-48 - Ki-49 - Ki-51 - Ki-54 - Ki-55 - Ki-56

### Danh sách liên quan
- Danh sách máy bay chiến đấu
- Danh sách máy bay quân sự Nhật Bản